# Rubus choachiensis
Rubus choachiensis es una especie de zarzamora (Rubus) descrita por Alwin Berger en 1926, es endémica de Colombia. Se le conoce como mora o mora de páramo.

## Descripción
Rubus choachiensis es un arbusto con ramas teretes (cilíndricas). Las ramas, peciolos y peciolulos son densamente tomentosos con espinas pequeñas con forma de gancho. Las estípulas anchamente ovadas, ápice agudo, con margen entera o subcrenulada. Hojas compuestas con 3 foliolos, foliolos ovado-oblongos, base redondeada, ápice agudo; con 8-10 nervios laterales; haz velutino-pubescente, envés densamente incano-tomentoso; margen creando-aserrada. Inflorescencias axilares racemosas de 3-4 flores. Cáliz tomentoso. Sépalos orbicular-ovados cuspidados. Pétalos rosados.

## Taxonomía
Rubus choachiensis fue descrita por Alwin Berger en 1926 y publicada en el Journal of the Washington Academy of Sciences 16: 160.
Bajo el sistema de clasificación de Focke R. choachiensis pertenece al subgénero Orobatus.
Etimología
Ver: Rubus
choachiensis: epíteto que hace referencia al municipio de Choachí dónde se encuentra la especie.